# Copa Mundial de Clubes de la FIFA 2013
La Copa Mundial de Clubes de la FIFA 2013 fue la décima edición de dicho torneo, el más importante, a nivel de clubes, del mundo. El evento se disputó en Marruecos y participaron los campeones de las distintas confederaciones más el campeón local, por ser país organizador.
Participaron por primera vez los equipos de Bayern Múnich, primer club alemán que disputó el torneo, y el Atlético Mineiro, cuarto participante brasileño consecutivo tras Internacional de Porto Alegre en 2010, Santos FC en 2011 y Corinthians en 2012. Mientras tanto, fue la tercera participación consecutiva para el Monterrey y el Auckland City.
El Bayern Múnich se coronó campeón tras ganarle 2-0 en la final al Raja Casablanca. Esta fue la tercera vez en que la final no se jugó entre un club europeo y uno sudamericano.

## Sedes
Las ciudades que fueron designadas sedes para albergar la Copa Mundial de Clubes de la FIFA 2013 fueron Marrakech y Agadir.
| Marrakech                                | Agadir                                    |
| ---------------------------------------- | ----------------------------------------- |
| Stade de Marrakech                       | Stade d'Agadir                            |
| 31°42′24″N 7°58′50″E / 31.70667, 7.98056 | 30°25′38″N 9°32′26″O / 30.42722, -9.54056 |
| Capacidad: 45 240                        | Capacidad: 45 480                         |
|                                          |                                           |
| Marrakech Agadir                         |                                           |

## Clubes clasificados
Los equipos participantes se fueron clasificando a lo largo del año a través de las seis mayores competiciones continentales y la primera división del país anfitrión. En cursiva, los equipos debutantes en la competición.
| Confederación                 | Equipo               | Vía de clasificación                                     |
| ----------------------------- | -------------------- | -------------------------------------------------------- |
| Europa                        | Bayern Múnich        | Campeón de la Liga de Campeones de la UEFA (2012/13)     |
| América del Sur               | Atlético Mineiro     | Campeón de la Copa Libertadores de América (2013)        |
| Norte, Centroamérica y Caribe | Monterrey            | Campeón de la Liga de Campeones de la Concacaf (2012/13) |
| Asia                          | Guangzhou Evergrande | Campeón de la Liga de Campeones de la AFC (2013)         |
| África                        | Al-Ahly              | Campeón de la Liga de Campeones de la CAF (2013)         |
| Oceanía                       | Auckland City        | Campeón de la Liga de Campeones de la OFC (2013)         |
| País organizador Marruecos    | Raja Casablanca      | Campeón de la Liga marroquí de fútbol (2012/13)          |

## Árbitros
Lista de árbitros y asistentes para el torneo
| AFC - Alireza Faghani - Hassan Kamranifar (asistente) - Reza Sokhandan (asistente) Concacaf - Mark Geiger - Mark Hurd (asistente) - Joe Fletcher (asistente) Conmebol - Sandro Ricci - Emerson de Carvalho (asistente) - Marcelo Van Gasse (asistente) CAF - Bakary Gassama - Néant Alioum - Angeson Ogbamariam (asistente) - Evarist Menkouande (asistente) - Peter Edibi (asistente) UEFA - Carlos Velasco Carballo - Roberto Alonso Fernández (asistente) - Juan Carlos Yuste Jiménez (asistente) |

## Partidos

### Cuadro de desarrollo
Fuente: página oficial.
|  | Eliminación preliminar      | Eliminación preliminar      |                             |                      | Cuartos de final         | Cuartos de final         |               |               | Semifinales | Semifinales |  |  | Final                       | Final                       |
|  | 11 de diciembre – Agadir    |                             |                             |                      |                          |                          |               |               |             |             |  |  |                             |                             |
|  | Raja Casablanca             | 2                           |                             |                      | 14 de diciembre – Agadir | 14 de diciembre – Agadir |               |               |             |             |  |  |                             |                             |
|  | Raja Casablanca             | 2                           |                             |                      | 14 de diciembre – Agadir | 14 de diciembre – Agadir |               |               |             |             |  |  |                             |                             |
|  | Auckland City               | 1                           |                             |                      | Raja Casablanca (t. s.)  | 2                        |               |               |             |             |  |  |                             |                             |
|  | Auckland City               | 1                           | 18 de diciembre – Marrakech |                      | Raja Casablanca (t. s.)  | 2                        |               |               |             |             |  |  |                             |                             |
|  |                             |                             |                             |                      | Monterrey                | 1                        |               |               |             |             |  |  |                             |                             |
|  | Raja Casablanca             | 3                           |                             |                      | Monterrey                | 1                        |               |               |             |             |  |  |                             |                             |
|  | Raja Casablanca             | 3                           |                             |                      |                          |                          |               |               |             |             |  |  |                             |                             |
|  |                             |                             | Atlético Mineiro            | 1                    |                          |                          |               |               |             |             |  |  |                             |                             |
|  |                             |                             | Atlético Mineiro            | 1                    |                          |                          |               |               |             |             |  |  |                             |                             |
|  |                             |                             | 21 de diciembre – Marrakech |                      |                          |                          |               |               |             |             |  |  |                             |                             |
|  |                             |                             |                             |                      |                          |                          |               |               |             |             |  |  |                             |                             |
|  | Raja Casablanca             | 0                           |                             |                      |                          |                          |               |               |             |             |  |  |                             |                             |
|  | Raja Casablanca             | 0                           | 14 de diciembre – Agadir    |                      |                          |                          |               |               |             |             |  |  |                             |                             |
|  |                             | Bayern Múnich               | 2                           |                      |                          |                          |               |               |             |             |  |  |                             |                             |
|  |                             |                             | 2                           | Guangzhou Evergrande | 2                        |                          |               |               |             |             |  |  |                             |                             |
|  | 17 de diciembre – Agadir    |                             |                             | Guangzhou Evergrande | 2                        |                          |               |               |             |             |  |  |                             |                             |
|  |                             | Al-Ahly                     | 0                           |                      |                          |                          |               |               |             |             |  |  |                             |                             |
|  | Guangzhou Evergrande        | Al-Ahly                     | 0                           | 0                    |                          |                          |               |               |             |             |  |  |                             |                             |
|  | Guangzhou Evergrande        | Quinto puesto               | Quinto puesto               | 0                    |                          |                          | Tercer puesto | Tercer puesto |             |             |  |  |                             |                             |
|  |                             | Quinto puesto               | Quinto puesto               |                      | Bayern Múnich            | 3                        | Tercer puesto | Tercer puesto |             |             |  |  |                             |                             |
|  | Al-Ahly                     | 1                           | Guangzhou Evergrande        | 2                    | Bayern Múnich            | 3                        |               |               |             |             |  |  |                             |                             |
|  | Al-Ahly                     | 1                           | Guangzhou Evergrande        | 2                    |                          |                          |               |               |             |             |  |  |                             |                             |
|  | Monterrey                   | 5                           | Atlético Mineiro            | 3                    |                          |                          |               |               |             |             |  |  |                             |                             |
|  | Monterrey                   | 5                           | Atlético Mineiro            | 3                    |                          |                          |               |               |             |             |  |  |                             |                             |
|  | 18 de diciembre – Marrakech | 18 de diciembre – Marrakech |                             |                      |                          |                          |               |               |             |             |  |  | 21 de diciembre – Marrakech | 21 de diciembre – Marrakech |

### Eliminación preliminar
| 11 de diciembre de 2013, 19:30 UTC ±0 | Raja Casablanca           | 2:1 (1:0) | Auckland City | Estadio de Agadir, Agadir                                  |                                                            |
|                                       | Iajour 39' · Hafidi 90+2' | Reporte   | Krishna 63'   | Asistencia: 34.875 espectadores Árbitro(s): Bakary Gassama | Asistencia: 34.875 espectadores Árbitro(s): Bakary Gassama |

### Cuartos de final
| 14 de diciembre de 2013, 16:00 UTC ±0 | Guangzhou Evergrande    | 2:0 (0:0) | Al-Ahly | Estadio de Agadir, Agadir                                |                                                          |
|                                       | Elkeson 49' · Conca 67' | Reporte   |         | Asistencia: 34.580 espectadores Árbitro(s): Sandro Ricci | Asistencia: 34.580 espectadores Árbitro(s): Sandro Ricci |

| 14 de diciembre de 2013, 19:30 UTC ±0 | Raja Casablanca        | 2:1 (1:1, 1:0) (t. s.)(1:0 t. s.) | Monterrey   | Estadio de Agadir, Agadir                                   |                                                             |
|                                       | Chtibi 24' · Guehi 95' | Reporte                           | Basanta 53' | Asistencia: 34.579 espectadores Árbitro(s): Alireza Faghani | Asistencia: 34.579 espectadores Árbitro(s): Alireza Faghani |

### Quinto lugar
| 18 de diciembre de 2013, 16:30 UTC ±0 | Al-Ahly   | 1:5 (1:4) | Monterrey                                                    | Estadio de Marrakech, Marrakech                         |                                                         |
|                                       | Moteab 8' | Reporte   | Cardozo 3' · Delgado 22', 65' · López 27' · Suazo 45' (pen.) | Asistencia: 35.219 espectadores Árbitro(s): Mark Geiger | Asistencia: 35.219 espectadores Árbitro(s): Mark Geiger |

### Semifinales
| 17 de diciembre de 2013, 19:30 UTC ±0 | Guangzhou Evergrande | 0:3 (0:2) | Bayern Múnich                          | Estadio de Agadir, Agadir                                  |                                                            |
|                                       |                      | Reporte   | Ribéry 40' · Mandžukić 44' · Götze 47' | Asistencia: 27.311 espectadores Árbitro(s): Bakary Gassama | Asistencia: 27.311 espectadores Árbitro(s): Bakary Gassama |

| 18 de diciembre de 2013, 19:30 UTC ±0                                                                                      | Raja Casablanca                                   | 3:1 (0:0) | Atlético Mineiro | Estadio de Marrakech, Marrakech                                     |                                                                     |
| | Iajour 51' · Moutouali 84' (pen.) · Mabidé 90'+4' | Reporte   | Ronaldinho 63'   | Asistencia: 35.219 espectadores Árbitro(s): Carlos Velasco Carballo | Asistencia: 35.219 espectadores Árbitro(s): Carlos Velasco Carballo |
| Raja Casablanca se convirtió en el primer club anfitrión en clasificar a la final de la Copa Mundial de Clubes de la FIFA. |                                                   |           |                  |                                                                     |                                                                     |

### Tercer lugar
| 21 de diciembre de 2013, 16:30 UTC ±0 | Atlético Mineiro                                    | 3:2 (2:2) | Guangzhou Evergrande   | Estadio de Marrakech, Marrakech                             |                                                             |
|                                       | Diego Tardelli 2' · Ronaldinho 45'+1' · Luan 90'+1' | Reporte   | Muriqui 8' · Conca 15' | Asistencia: 37.774 espectadores Árbitro(s): Alireza Faghani | Asistencia: 37.774 espectadores Árbitro(s): Alireza Faghani |

### Final
| 61         | POR        | Khalid Askri        |     |
| 3          | DEF        | Zakaria El Hachimi  |     |
| 27         | DEF        | Ismail Belmaalam    |     |
| 16         | DEF        | Mohamed Oulhaj      |     |
| 21         | DEF        | Adil Karrouchy      |     |
| 99         | MED        | Issam Erraki        |     |
| 28         | MED        | Kouko Guehi         |     |
| 5          | MED        | Mohsine Moutouali   |     |
| 8          | MED        | Chem-Eddine Chitibi | 50' |
| 18         | MED        | Abdelilah Hafidi    | 88' |
| 20         | DEL        | Mouhcine Iajour     | 78' |
| Entrenador | Entrenador | Faouzi Benzarti     |     |

| 1          | POR        | Manuel Neuer     |     |
| 13         | DEF        | Rafinha          |     |
| 4          | DEF        | Dante            |     |
| 17         | DEF        | Jerome Boateng   |     |
| 27         | DEF        | David Alaba      |     |
| 21         | MED        | Philipp Lahm     |     |
| 39         | MED        | Toni Kroos       | 60' |
| 11         | MED        | Xherdan Shaqiri  | 80' |
| 6          | MED        | Thiago Alcántara |     |
| 7          | MED        | Franck Ribéry    |     |
| 25         | DEL        | Thomas Müller    | 76' |
| Entrenador | Entrenador | Pep Guardiola    |     |

| 24 | MED | Vianney Mabidé    | 50' |
| 17 | DEF | Rachid Soulaimani | 78' |
| 10 | DEL | Badr Kachani      | 88' |

| 8  | MED | Javi Martínez   | 60' |
| 9  | DEL | Mario Mandžukić | 76' |
| 19 | MED | Mario Götze     | 80' |

|  |

| Anotado | 9'  | Dante            | 0-1 |
| Anotado | 22' | Thiago Alcántara | 0-2 |

| Amonestado | 55' | Mohamed Oulhaj    |
| Amonestado | 79' | Rachid Soulaimani |

| Árbitro             | Sandro Ricci        |
| Árbitros asistentes | Emerson de Carvalho |
| Árbitros asistentes | Marcelo Van Gasse   |
| Cuarto árbitro      | Mark Geiger         |

| 61         | POR        | Khalid Askri        |     |
| 3          | DEF        | Zakaria El Hachimi  |     |
| 27         | DEF        | Ismail Belmaalam    |     |
| 16         | DEF        | Mohamed Oulhaj      |     |
| 21         | DEF        | Adil Karrouchy      |     |
| 99         | MED        | Issam Erraki        |     |
| 28         | MED        | Kouko Guehi         |     |
| 5          | MED        | Mohsine Moutouali   |     |
| 8          | MED        | Chem-Eddine Chitibi | 50' |
| 18         | MED        | Abdelilah Hafidi    | 88' |
| 20         | DEL        | Mouhcine Iajour     | 78' |
| Entrenador | Entrenador | Faouzi Benzarti     |     |

| 1          | POR        | Manuel Neuer     |     |
| 13         | DEF        | Rafinha          |     |
| 4          | DEF        | Dante            |     |
| 17         | DEF        | Jerome Boateng   |     |
| 27         | DEF        | David Alaba      |     |
| 21         | MED        | Philipp Lahm     |     |
| 39         | MED        | Toni Kroos       | 60' |
| 11         | MED        | Xherdan Shaqiri  | 80' |
| 6          | MED        | Thiago Alcántara |     |
| 7          | MED        | Franck Ribéry    |     |
| 25         | DEL        | Thomas Müller    | 76' |
| Entrenador | Entrenador | Pep Guardiola    |     |

| 24 | MED | Vianney Mabidé    | 50' |
| 17 | DEF | Rachid Soulaimani | 78' |
| 10 | DEL | Badr Kachani      | 88' |

| 8  | MED | Javi Martínez   | 60' |
| 9  | DEL | Mario Mandžukić | 76' |
| 19 | MED | Mario Götze     | 80' |

|  |

| Anotado | 9'  | Dante            | 0-1 |
| Anotado | 22' | Thiago Alcántara | 0-2 |

| Amonestado | 55' | Mohamed Oulhaj    |
| Amonestado | 79' | Rachid Soulaimani |

| Árbitro             | Sandro Ricci        |
| Árbitros asistentes | Emerson de Carvalho |
| Árbitros asistentes | Marcelo Van Gasse   |
| Cuarto árbitro      | Mark Geiger         |

| Estadísticas    | Raja Casablanca | Bayern Múnich |
| --------------- | --------------- | ------------- |
| Tiros           | 6               | 13            |
| Tiros al arco   | 4               | 7             |
| Faltas          | 17              | 13            |
| Penales         | 0               | 0             |
| Fueras de juego | 3               | 4             |

|                                                                       |
| Bandera de Alemania                                                   |
| Campeón Bayern Múnich                                                 |
| 1.er título 3.er título mundial considerando la Copa Intercontinental |

## Estadísticas

### Tabla de rendimiento
En negrita el equipo campeón.
| Pos | Club                 | Puntos | PJ | PG | PE | PP | GF | GC | Dif. | Rend. |
| --- | -------------------- | ------ | -- | -- | -- | -- | -- | -- | ---- | ----- |
| 1   | Bayern Múnich        | 6      | 2  | 2  | 0  | 0  | 5  | 0  | +5   | 100%  |
| 2   | Raja Casablanca      | 9      | 4  | 3  | 0  | 1  | 7  | 5  | +2   | 67%   |
| 3   | Atlético Mineiro     | 3      | 2  | 1  | 0  | 1  | 4  | 5  | -1   | 50%   |
| 4   | Guangzhou Evergrande | 3      | 3  | 1  | 0  | 2  | 4  | 6  | -2   | 33%   |
| 5   | Monterrey            | 3      | 2  | 1  | 0  | 1  | 6  | 3  | +3   | 50%   |
| 6   | Al-Ahly              | 0      | 2  | 0  | 0  | 2  | 1  | 7  | -6   | 0%    |
| 7   | Auckland City        | 0      | 1  | 0  | 0  | 1  | 1  | 2  | -1   | 0%    |

### Tabla de goleadores
Al goleador le corresponde la Bota de oro del campeonato, al segundo goleador la Bota de plata y al tercero la Bota de bronce.
| Jugador            | Equipo               | Goles | Minutos jugados |
| ------------------ | -------------------- | ----- | --------------- |
| César Delgado      | C. F. Monterrey      | 2     | 166'            |
| Ronaldinho         | C. Atlético Mineiro  | 2     | 177'            |
| Darío Conca        | Guangzhou Evergrande | 2     | 270'            |
| Mouhcine Iajour    | Raja C. A.           | 2     | 282'            |
| Franck Ribéry      | F. C. Bayern         | 1     | 72'             |
| Mario Mandžukić    | F. C. Bayern         | 1     | 75'             |
| Mario Götze        | F. C. Bayern         | 1     | 90'             |
| Elkeson            | Guangzhou Evergrande | 1     | 90'             |
| Roy Krishna        | Auckland City F. C.  | 1     | 90'             |
| José María Basanta | C. F. Monterrey      | 1     | 120'            |
| Emad Moteab        | Al-Ahly S. C.        | 1     | 132'            |
| Chemseddine Chtibi | Raja C. A.           | 1     | 141'            |
| Abdelilah Hafidi   | Raja C. A.           | 1     | 171'            |
| Neri Cardozo       | C. F. Monterrey      | 1     | 198'            |
| Humberto Suazo     | C. F. Monterrey      | 1     | 210'            |
| Leobardo López     | C. F. Monterrey      | 1     | 210'            |
| Vianney Mabidé     | Raja C. A.           | 1     | 210'            |
| Muriqui            | Guangzhou Evergrande | 1     | 252'            |

### Premio Fair Play
El premio Fair Play de la FIFA se lo otorga al equipo participante que haya logrado el juego más limpio en el campeonato.
| Equipo       |
| F. C. Bayern |
| ------------ |

### PremioToyota
El Premio Toyota es entregado al mejor jugador de la final.
| Jugador       | Equipo       |
| Franck Ribéry | F. C. Bayern |
| ------------- | ------------ |

### Balones de Oro, Plata y BronceAdidas[4]
El Balón de Oro Adidas es un reconocimiento entregado por la firma alemana de indumentaria patrocinante del Mundial de Clubes, para el mejor jugador de la final. Asimismo, también son entregados los Balones de Plata y Bronce para los considerados segundo y tercero mejores jugadores de la final, respectivamente.
| Jugador         | Equipo       |
| --------------- | ------------ |
| Franck Ribéry   | F. C. Bayern |
| Philipp Lahm    | F. C. Bayern |
| Mouhcine Iajour | Raja C. A.   |